# آیا سامشیما
آیا سامشیما (انگلیسی: Aya Sameshima؛ زادهٔ ۱۶ ژوئن ۱۹۸۷) بازیکن فوتبال اهل ژاپن است.
از باشگاه‌هایی که در آن بازی کرده‌است می‌توان به باشگاه فوتبال مون‌پلیه (زنان)، باشگاه فوتبال بوستون بریکرز، هیوستون دش، باشگاه فوتبال آی ان ای سی کوبه لئونسا، و باشگاه فوتبال مون‌پلیه اشاره کرد.
وی همچنین در تیم ملی فوتبال زنان ژاپن بازی کرده‌است.
وی در مسابقات کشوری و بین‌المللی در مجموع برندهٔ ۱ مدال طلا، ۱ مدال نقره شده‌است.